# Goodlettsville
Goodlettsville és una població dels Estats Units a l'estat de Tennessee. Segons el cens del 2000 tenia 13.780 habitants.

## Demografia
Segons el cens del 2000, Goodlettsville tenia 13.780 habitants, 5.601 habitatges, i 3.825 famílies. La densitat de població era de 380,9 habitants/km².
Dels 5.601 habitatges en un 30,2% hi vivien nens de menys de 18 anys, en un 52,7% hi vivien parelles casades, en un 12,4% dones solteres, i en un 31,7% no eren unitats familiars. En el 25,5% dels habitatges hi vivien persones soles el 7,7% de les quals corresponia a persones de 65 anys o més que vivien soles. El nombre mitjà de persones vivint en cada habitatge era de 2,44 i el nombre mitjà de persones que vivien en cada família era de 2,94.
Per edats la població es repartia de la següent manera: un 23,7% tenia menys de 18 anys, un 8,3% entre 18 i 24, un 31,3% entre 25 i 44, un 24,8% de 45 a 60 i un 11,9% 65 anys o més.
L'edat mediana era de 37 anys. Per cada 100 dones de 18 o més anys hi havia 86,1 homes.
La renda mediana per habitatge era de 45.690 $ i la renda mediana per família de 54.159 $. Els homes tenien una renda mediana de 40.567 $ mentre que les dones 27.250 $. La renda per capita de la població era de 22.946 $. Entorn del 7,5% de les famílies i el 9,4% de la població estaven per davall del llindar de pobresa.

## Poblacions més properes
El següent diagrama mostra les poblacions més properes.